# 4271 Novosibirsk
4271 Novosibirsk è un asteroide della fascia principale. Scoperto nel 1976, presenta un'orbita caratterizzata da un semiasse maggiore pari a 3,0119158 UA e da un'eccentricità di 0,0951379, inclinata di 10,91148° rispetto all'eclittica.